# Plebs
La plebs és una paraula llatina usada a l'antiga Roma que se suposa que vol dir 'el poble, 'la gent comuna', 'la multitud', els plebeus, en contraposició a una altra classe social privilegiada, els patricis. Aquest sentit inicial va quedar diluït al llarg dels segles, ja que hi va haver plebeus que van formar part de les classes més nobles i poderoses de Roma. No obstant, el sentit de plebs com a massa o multitud va seguir vigent, i així ho utilitzaven Titus Livi o Ciceró.
Durant l'Imperi, quan ja havia desaparegut de la paraula plebs el sentit polític corporatiu (tribú de la plebs), el terme s'aplicava als ciutadans pobres, als que tenien més necessitat de rebre les ajudes públiques, els anomenats plebs frumentaria (receptors del gra que es repartia gratuïtament o a baix cost). També s'anomenava així qualsevol que no pertanyés a l'orde senatorial o a la dels cavallers, segons Plini el Vell.
Es desconeix l'origen de la distinció entre plebeus i patricis i els autors en parlen de forma contradictòria. Per una banda ja formaven part de la societat en temps dels reis de Roma i per altra es diu que tots els plebeus eren clients dels patricis, cosa que significa que depenien jurídicament dels seus patrons. Els ciutadans de Roma durant l'època de Ròmul eren els patricis i els únics habitants que tenien drets a la ciutat. Durant el regnat d'Ancus Marcius els plebeus eren a Roma, uns ciutadans de segona. En qualsevol cas, durant la fundació de la República Romana, els plebeus eren encara exclosos dels col·legis religiosos i de les magistratures, i les Lleis de les dotze taules no permetien el casament entre classes.
No se sap amb certesa quan va ser que els plebeus van adquirir drets. En temps de Servi Tul·li es van organitzar els comicis centuriats on es determinaven els components de l'exèrcit i els seus càrrecs, i no hi havia distinció en les votacions entre patricis, plebeus i clients.
Inicialment, la plebs era la paraula oposada a patrici. Els patricis eren els «pares» de les primeres famílies romanes, i monopolitzaven tot el poder. I els plebeus eren tots els que no eren patricis i que no tenien dret al poder. Els pobres es queixaven que els seus afers (per exemple, en els judicis) fossin decidits per jutges patricis que solien ser arbitraris; i els que eren rics però no patricis es queixaven que podien combatre a l'exèrcit o pagar taxes, però no podien decidir les gran qüestions d'estat o controlar els seus pagaments.
Els pobres i rics no patricis es van organitzar en assemblea (consilium plebis) l'any 494 aC (490 aC, segons la cronologia de Varró) i després del Conflicte dels Ordres i la Secessio plebis van aconseguir determinats drets polítics. Els primers càrrecs als que van accedir els plebeus van ser els de Tribú de la plebs, un magistrat que podia vetar les lleis i els decrets dels cònsols patricis i les decisions financeres dels qüestors, i els edils que organitzaven els Ludi Plebeii i tenien competències sobre l'ordre públic, la higiene, la reparació d'edificis i el repartiment de gra. Els decemvirs temporals que es vat escollir per escriure les lleis (les Lleis de les dotze taules) estaven repartits entre patricis i plebeus. En aquestes lleis es prohibia el matrimoni entre patricis i plebeus (això va ser abolit l'any 445 aC per la Lex Canuleia). Per donar accés al consolat als plebeus, que trobava certes dificultats religioses, es va instaurar la figura del tribú amb poder consular, que generalment eren en nombre de tres o sis, i d'ells, un almenys havia de ser patrici. Quan els gals comandats per Brennus van saquejar Roma l'any 387 aC, els tribuns van demanar el retorn al sistema de dos cònsols, un de plebeu i un de patrici. El dictador Marc Furi Camil va accedir a aquestes demandes el 367 aC i, a canvi, es va crear la magistratura dels pretors, exclusiva per als patricis.
La lluita dels plebeus per l'ingrés a les magistratures del poble romà va ser incessant durant els dos primers segles de la República. L'any 409 aC un plebeu va accedir per primera vegada al càrrec de qüestor. El 366 aC, els plebeus van poder accedir al consolat i el 356 aC, van accedir a la dictadura. La censura va ser exercida per un plebeu l'any 351 aC, i el 337 aC hi va haver el primer pretor. Els col·legis sacerdotals no van admetre plebeus fins a l'any 300 aC. A partir d'aquell moment, encara que es desqualificaven mútuament en ocasions, els membres dels dos ordes tenien una pràctica igualtat, i la distinció entre les classes es va mantenir només com a reminiscència històrica sense gaire efecte sobre l'exercici de la política. Progressivament, la distinció va perdre importància i al segle iii aC era irrellevant. En el seu lloc, van sorgir les classes dels nobiles (senadors i cavallers) i dels plebeus (pobres lliures). Les peticions dels plebeus van ser recopilades i reivindicades al final del segle ii aC i al segle i aC pels anomenats populars.
Amb el temps, els plebeus de Roma van rebre terres a les províncies, i els que van restar a la ciutat tenien dret a un subsidi alimentari anomenat annona. A l'inici de l'Imperi, Tiberi va suprimir les assemblees populars. Els plebeus van passar a ser una mena de proletariat urbà. La paraula plebeus encara va ser usada en temps moderns, en oposició a l'aristocràcia.